# خفي (فلم)
خفي هو فيلم من نوع دراما أُصدر في 2011. الفيلم من إخراج وسيناريو Michal Aviad ‏.

## طاقم التمثيل
- يفجينيا دودينا
- رونيت القبص
- جيل فرانك  [لغات أخرى]‏
- ميكي ليون  [لغات أخرى]‏
- غال ليف  [لغات أخرى]‏
- سيفان ليفي

## وصلات خارجية
- مقالات تستعمل روابط فنية بلا صلة مع ويكي بيانات